# پل مارنان
پُل مارنان (مارنون) نام پلی در شهر اصفهان بین پل فلزی و پل وحید واقع شده‌است. این پل در اصل ماربین نام داشته‌ که خود ماربین دیگرگون شده «مهربین» از فرهنگ اوستایی می‌باشد و چون قرن‌ها قبل از ظهور زرتشت معبد مهرپرستان بر فراز کوه آتشگاه از تمام روستاهای اطراف آن مشاهده می‌شده‌است. 
نام این بلوک هم مهربین بوده که با تصحیف این نام در زبان پهلوی ساسانی به «ماربین» در دوره ساسانیان و به دنبال آن در طول مدت ۱۵ قرن تاریخ اسلامی ایران پیوسته با همین نام شناخته شده‌است و قدمت ساختمان این پل که از زمان‌های بسیار دور همچنان که پل جی یا پل شهرستان واسطه اتصال شمالی‌ترین ساحل شهری زاینده‌رود به جنوبی‌ترین ساحل مقابل بوده‌است، پل مارنان نیز وجود داشته و واسطه اتصال دو ساحل شمالی و جنوبی رودخانه در غربی‌ترین قسمت شهر اصفهان بوده‌ است و روستای ماربین از طریق پل مارنان (پل ماربانان و پل ماربین) به روستاهای مقابل آن در ساحل جنوبی رودخانه متصل شده است. شکل امروزی پل مارنان با نمای ساختمانی آن در عصر صفویه تغییری نکرده ولی تعمیرات مکرر داشته‌است. 
چهار فرسنگ مانده به شهر اصفهان رودخانه زاینده رود به شکل مارپیچی راست خم گردیده و وارد اصفهان می شود و به همین دلیل گفته‌اند قریه مارنان را ماریانان گفته‌اند و در همین محل پل مارنان را ساخته‌اند و جلفا را به قریه مارنان متصل می‌کند. پل مزبور در حال حاضر دارای هفده دهانه است ولی در گدشته، بیشتر از این دهانه داشته‌است که اکنون بسته شده‌اند. 
مدتی هم نام این پل سرفراز نام داشت، دلیل این نامگذاری را چنین بیان می‌کنند که در زمان شاه سلیمان صفوی یکی از ثروتمندان ارامنه این پل را ساخت و به لقب سرفراز نائل گردید و مدتی هم به نام سرفراز مشهور بود. لازم به ذکر است که ثبت تاریخی این پل، در مرحله گردش اداری است. در ضمن این پل در کنار یکی از محله‌های قدیمی اصفهان که محله مارنان می‌باشد، در منطقه ۱۳ شهرداری اصفهان قرار دارد.

## عکس

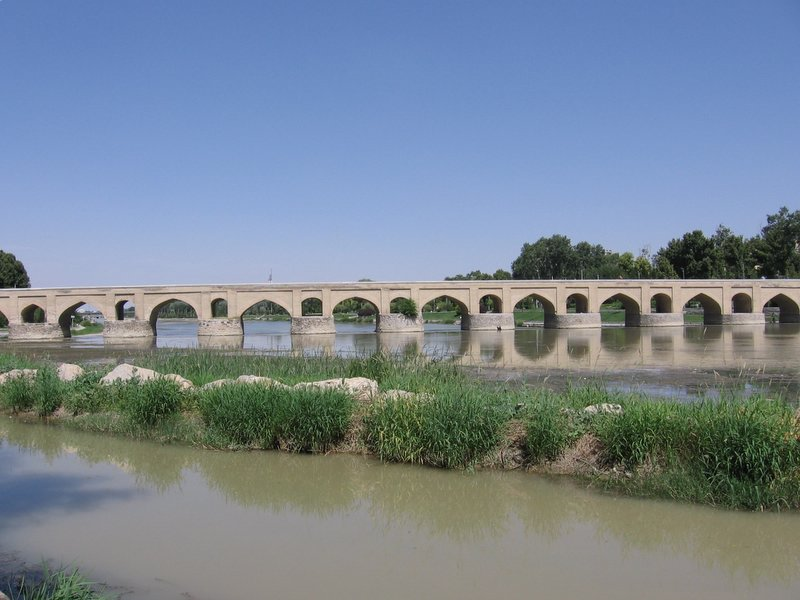
نمای غربی-شرقی پل از کنارهٔ شمالی زاینده‌رود
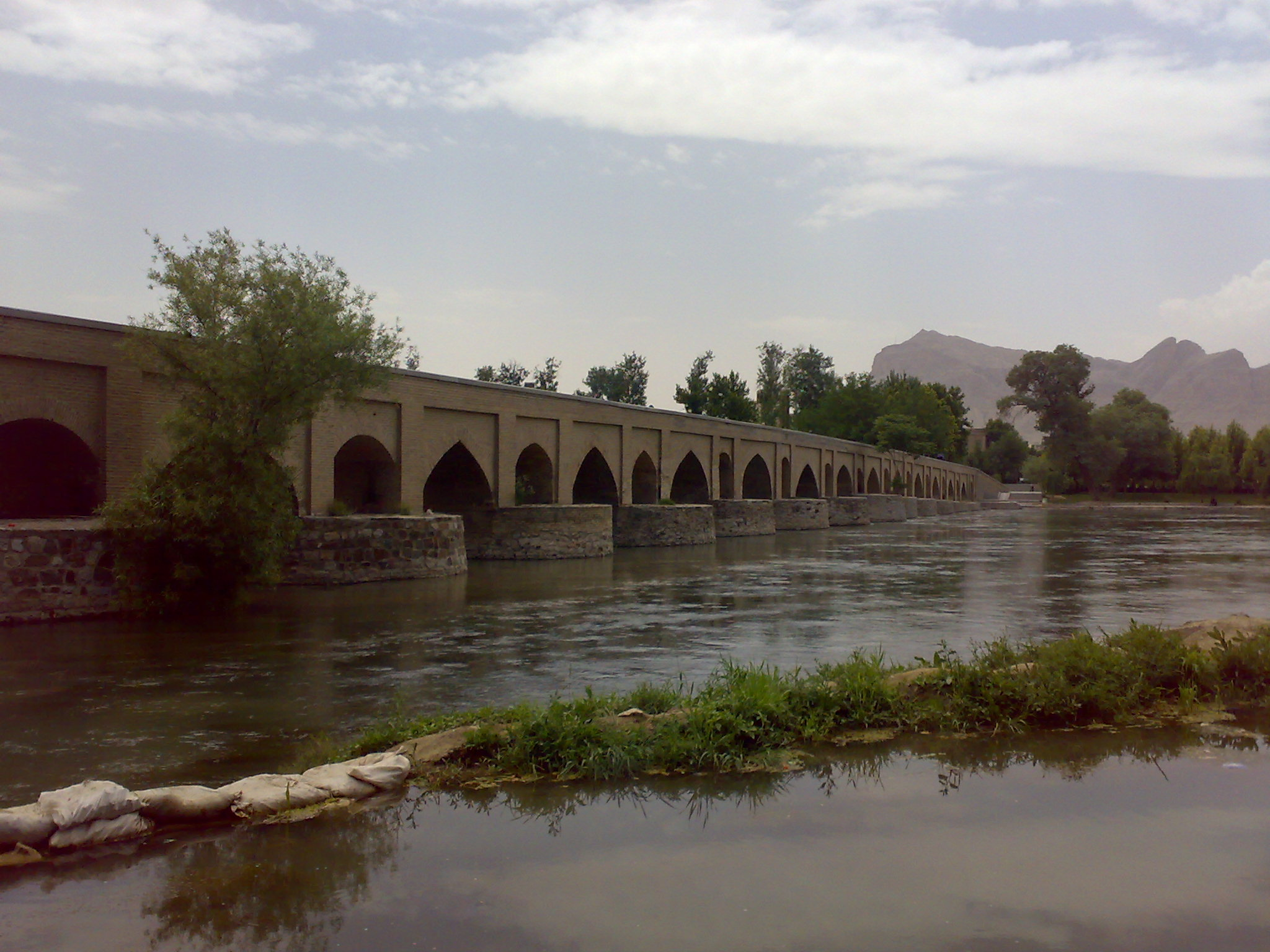
نمای غربی پل از کنارهٔ شمالی زاینده رود
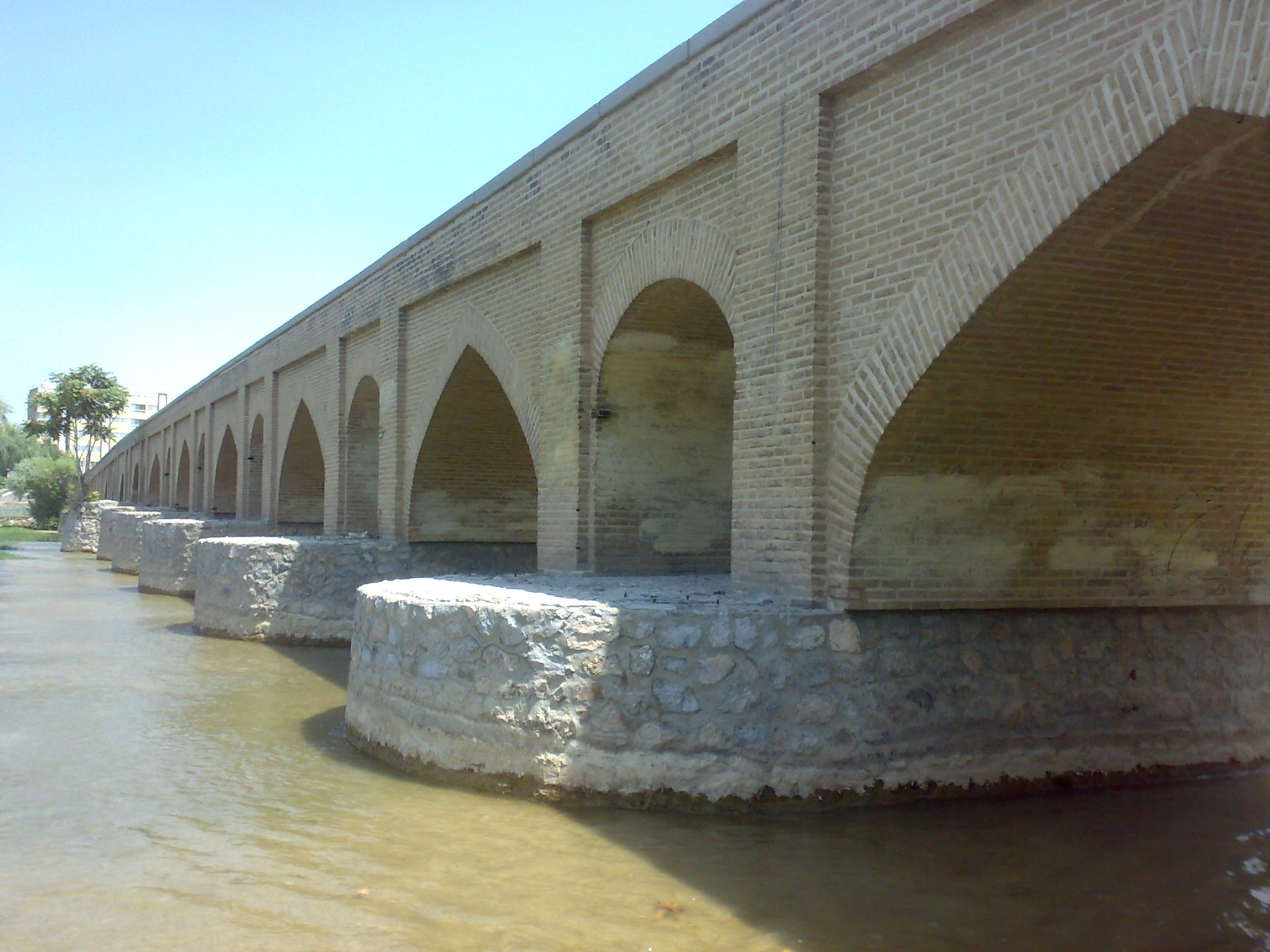
نمای غربی پل از کنارهٔ جنوبی زاینده رود

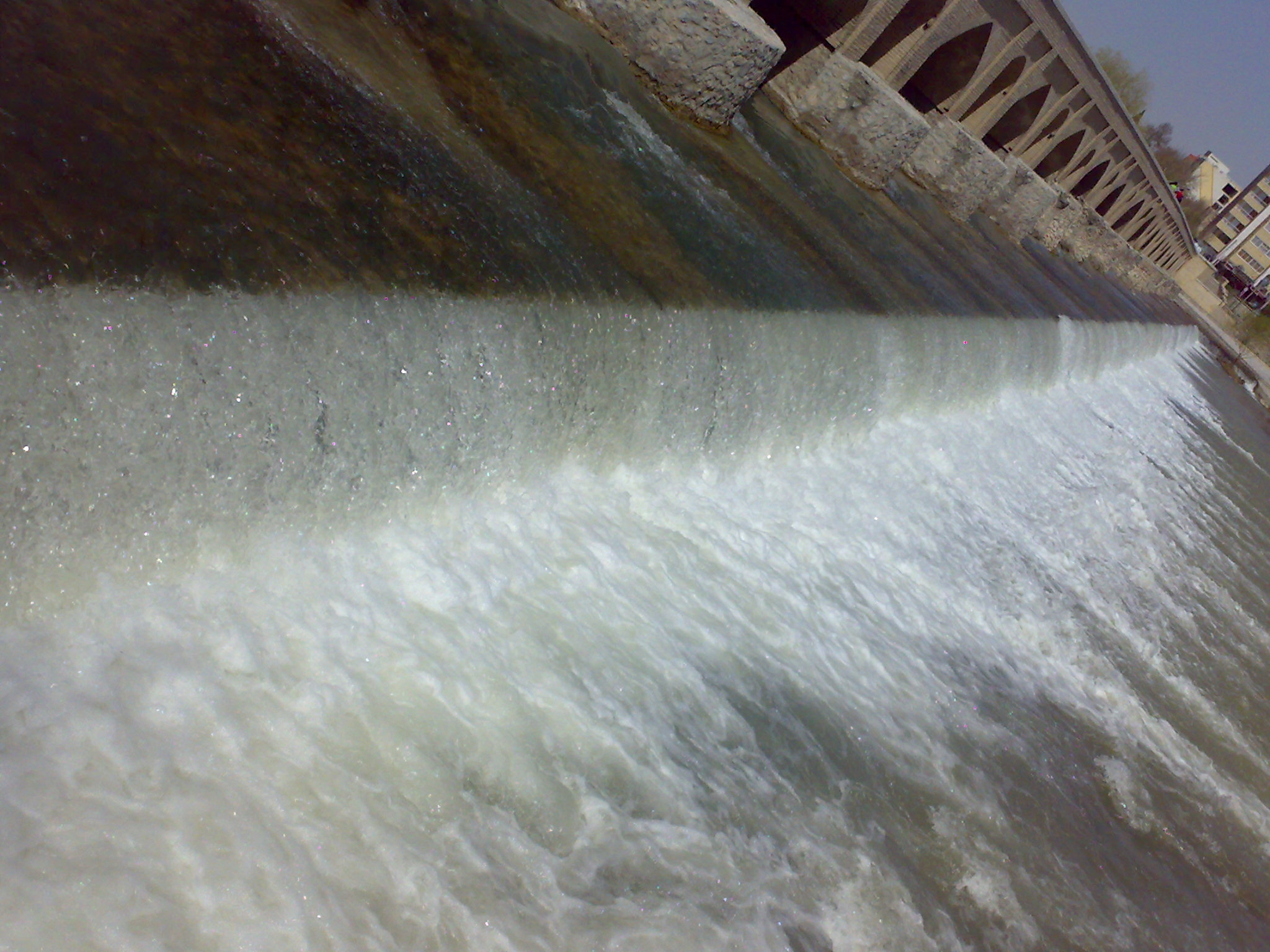
زاینده رود و پل
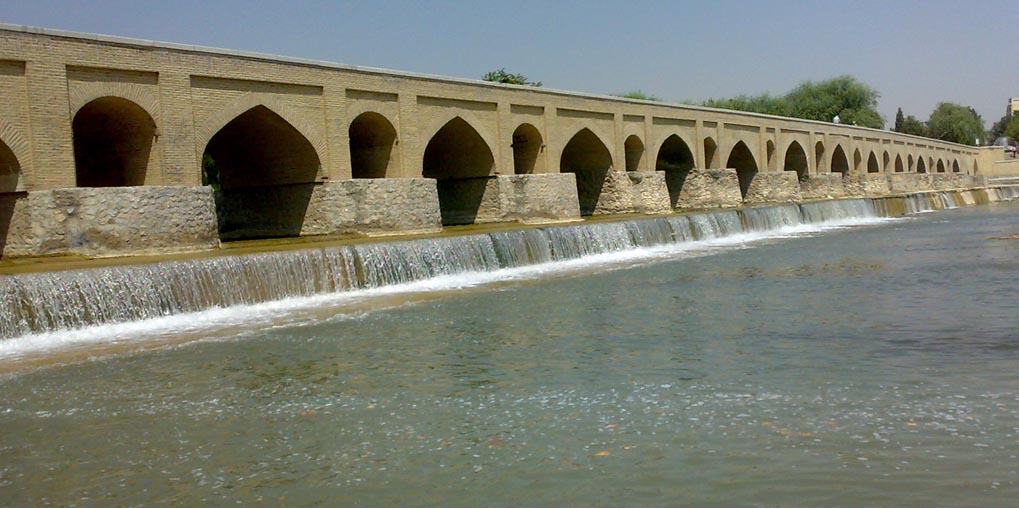
نمای اصلی و شرقی پل از کناره جنوبی